# 2000 PR30
2000 PR30, também escrito como 2000 PR30, é um objeto transnetuniano (TNO) que está localizado no cinturão de Kuiper, uma região do Sistema Solar. Este corpo celeste é classificado como um cubewano. Ele possui uma magnitude absoluta (H) de 8,1 e, tem um diâmetro estimado com cerca de 106 km, por isso existem poucas chances que o mesmo possa ser classificado como um planeta anão, devido ao seu tamanho relativamente pequeno.

## Descoberta
2000 PR30 foi descoberto no dia 07 de agosto de 2000 pelos astrônomos B. Gladman e J.-M. Petit.

## Órbita
A órbita de 2000 PR30 tem uma excentricidade de 0.075 e possui um semieixo maior de 42.327 UA. O seu periélio leva o mesmo a uma distância de 39.168 UA em relação ao Sol e seu afélio a 45.485.